# Lake Meredith Estates (Teksas)
Lake Meredith Estates je naseljeno mjesto za statističke potrebe u američkoj saveznoj državi Teksas. Prema popisu stanovništva iz 2010. u njemu je živjelo 437 stanovnika.